# 梅洛 (布宜諾斯艾利斯省)
梅洛（西班牙語：Merlo）是阿根廷的城鎮，位於該國東部，由布宜諾斯艾利斯省負責管轄，始建於1755年8月28日，海拔高度16米，大量移民在二十世紀中期以後湧入該鎮，2001年人口244,168。

## 圖集

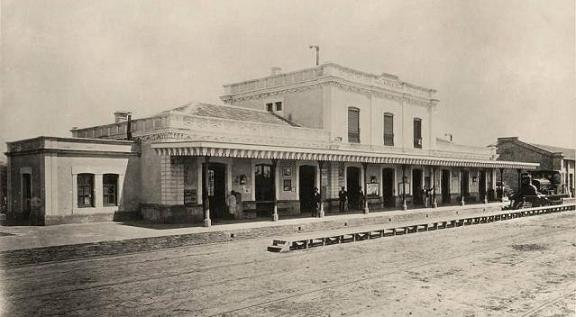
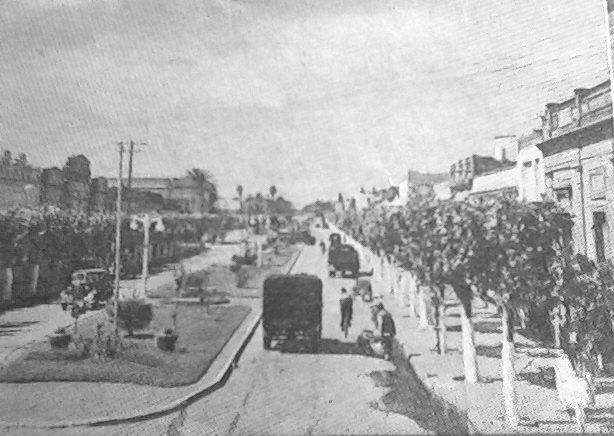
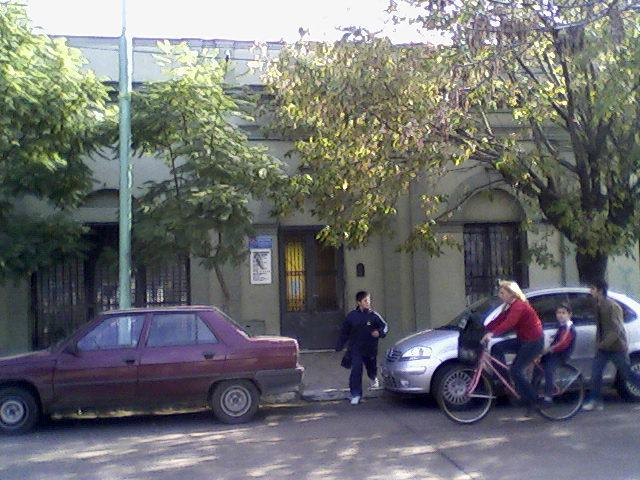
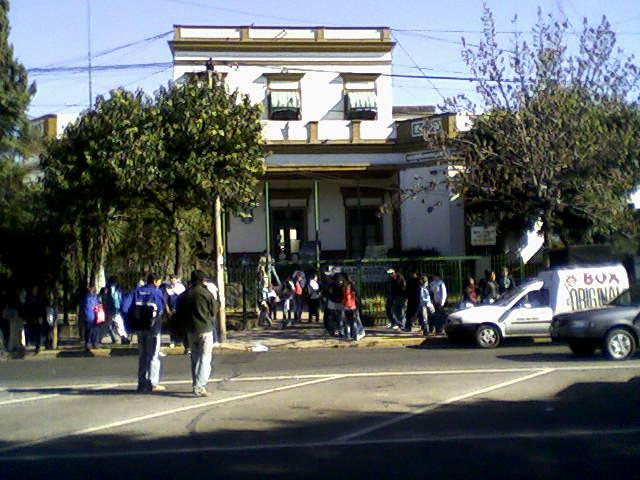
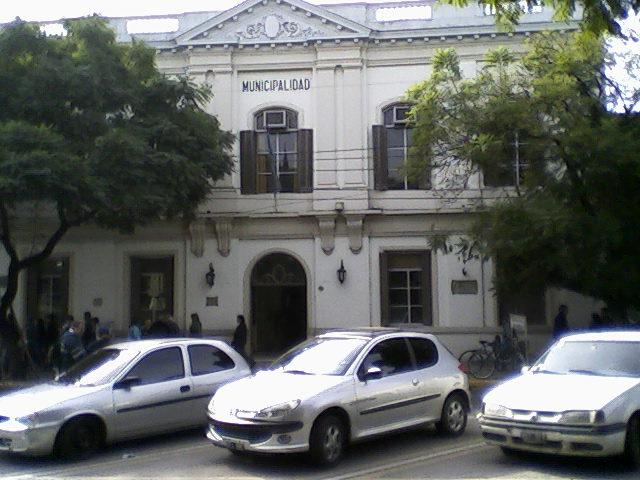

34°39′55″S 58°43′39″W / 34.66528°S 58.72750°W